# Zrinska
Zrinska je naselje na Hrvaškem, ki upravno spada pod občino Veliki Grđevac Bjelovarsko-bilogorske županije.

## Zgodovina
Med hrvaško osamosvojitveno vojno je bilo naselje zavzeto, dokler ga niso osvobodili v sklopu operacije Otkos 10.

## Demografija
| Pregled števila prebivalcev po letih | Pregled števila prebivalcev po letih | Pregled števila prebivalcev po letih | Pregled števila prebivalcev po letih | Pregled števila prebivalcev po letih | Pregled števila prebivalcev po letih | Pregled števila prebivalcev po letih | Pregled števila prebivalcev po letih | Pregled števila prebivalcev po letih | Pregled števila prebivalcev po letih | Pregled števila prebivalcev po letih | Pregled števila prebivalcev po letih | Pregled števila prebivalcev po letih | Pregled števila prebivalcev po letih | Pregled števila prebivalcev po letih |
| ------------------------------------ | ------------------------------------ | ------------------------------------ | ------------------------------------ | ------------------------------------ | ------------------------------------ | ------------------------------------ | ------------------------------------ | ------------------------------------ | ------------------------------------ | ------------------------------------ | ------------------------------------ | ------------------------------------ | ------------------------------------ | ------------------------------------ |
| 1857                                 | 1869                                 | 1880                                 | 1890                                 | 1900                                 | 1910                                 | 1921                                 | 1931                                 | 1948                                 | 1953                                 | 1961                                 | 1971                                 | 1981                                 | 1991                                 | 2001                                 |
| 476                                  | 563                                  | 524                                  | 903                                  | 1135                                 | 1101                                 | 1211                                 | 1254                                 | 861                                  | 1025                                 | 887                                  | 643                                  | 422                                  | 313                                  | 153                                  |